# Robert Delaunay
Robert-Victor-Felix Delaunay (Parigi, 12 aprile 1885 – Montpellier, 25 ottobre 1941) è stato un pittore francese.

## Dal post-impressionismo al cubismo
Robert Delaunay nacque a Parigi, in Francia, il 12 aprile 1885, figlio di George Delaunay e della contessa Berthe Félicie de Rose; quando era ancora molto giovane i genitori divorziarono e lo affidarono alle cure della zia materna, Marie, e del marito Charles Damour, che vivevano a La Ronchère a pochi chilometri da Bourges.
Cominciò a dipingere in giovane età, adottando, per l'ammirazione nutrita nei confronti di Paul Gauguin, di Georges-Pierre Seurat e dei fauves, una tecnica post-impressionista.
A partire dal 1908, risentendo dell'influenza di Paul Cézanne e del cubismo, si indirizzò verso il rigore formale e verso una ricerca analitica sul colore in relazione alla moltiplicazione dei piani luminosi, di cui sono evidenti i risultati nelle serie di dipinti di intonazione modernista del periodo.
A partire dal 1909, Delaunay cominciò a dipingere le serie della città di Parigi e della Torre Eiffel, in cui l'interesse si spostò gradualmente dalla scomposizione dei volumi, propria del cubismo analitico, alla scomposizione del colore e allo studio del movimento; in questa evoluzione, alcuni critici riconoscono l'influenza del futurismo.

## Il cubismo orfico

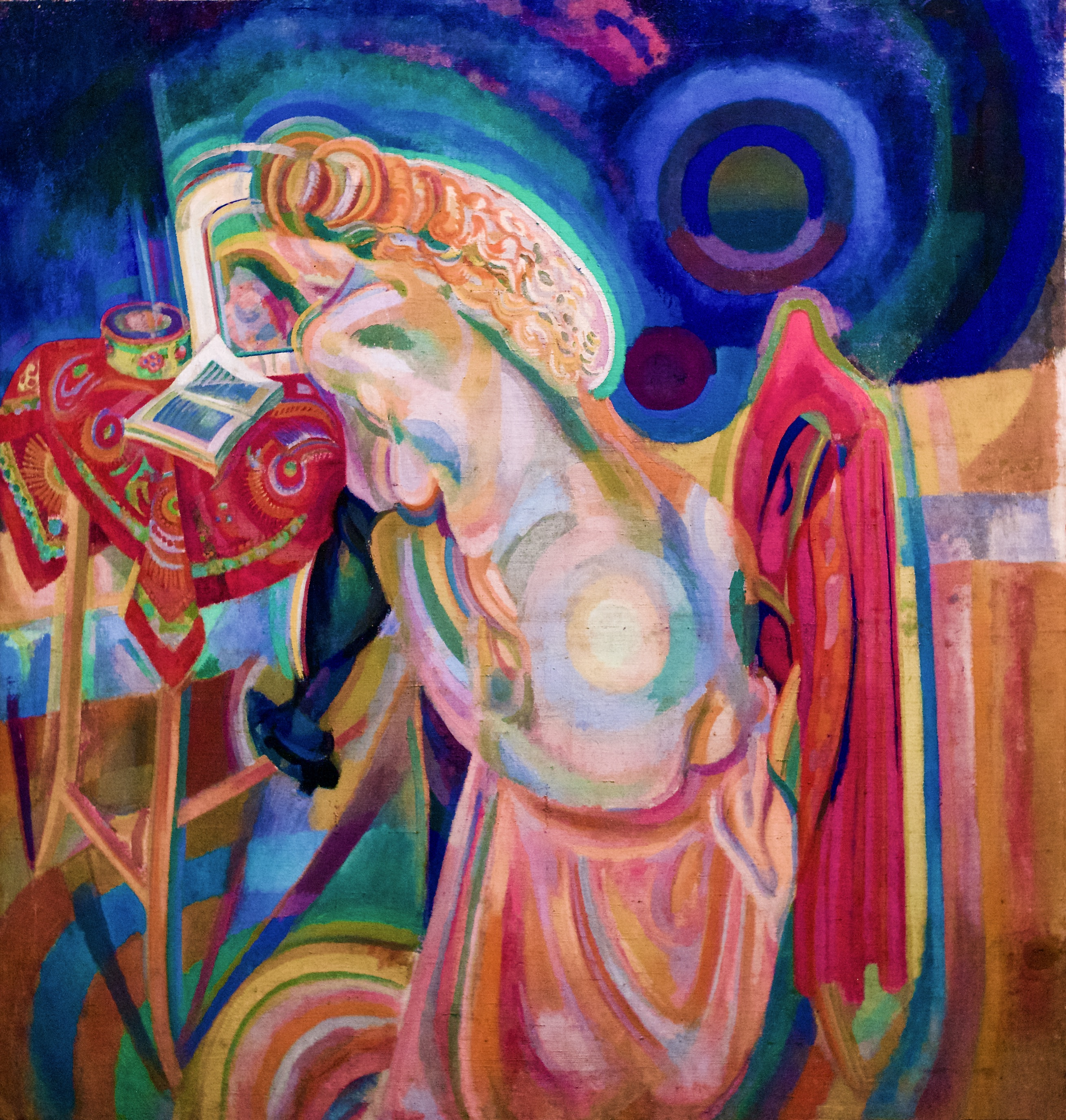
Femme Nue Lisant (1915-1916).

Nel 1910 sposò Sonia Terk, una pittrice di origine ucraina conosciuta nel 1908. Su invito di Vasilij Kandinskij, nel 1911 Delaunay si avvicinò al gruppo Der Blaue Reiter, un gruppo di artisti astratti di Monaco di Baviera: sotto l'influenza di Paul Klee, la sua arte si volse con sempre maggior decisione verso l'arte astratta.
Intorno al 1912, Delaunay si allontanò dall'ortodossia del cubismo e, insieme alla moglie Sonia, creò all'interno del movimento cubista la corrente che Guillaume Apollinaire definì orfismo (termine che deriva da Orfeo, mitico musico della mitologia greca) per l'intima natura musicale, in cui le scomposizioni del colore con i loro effetti di compenetrazione, di simultaneità, di dinamismo, acquistano un valore autonomo, indipendente dagli oggetti rappresentati.
Nelle prime opere di questo periodo sono presenti oggetti reali, anche se filtrati attraverso i colori iridescenti della luce, mentre i dipinti successivi sfociano in una pittura del tutto astratta, basata sull'espressività dei colori puri che infondono una vibrazione ritmica alla superficie pittorica. La geometria cubista è così resa sensibile e viva dal colore e l'artista trova una sintesi armoniosa tra rigore strutturale ed evasione lirica.
Realizzò quindi dipinti astratti in cui i piani si sfaccettano moltiplicandosi nei colori dello spettro e ruotando in vortici luminosi. Nel 1913 Delaunay, insieme alla moglie, trascorre l’estate a Louveciennes, dove riesce a sperimentare su di sé precise sensazioni legate ai colori, osservando direttamente l’abbagliante luce solare e cercando di fissare sulla tela le immagini che persistevano nella sua mente una volta chiusi gli occhi. Alla ricerca di una pittura pura, permeata di luce e vibrata di “contrasti cromatici simultanei” assume la luce come elemento pittorico fondamentale, e le sue prime opere non figurative ebbero soprattutto il significato e il valore di esperienze di ordine tecnico, in funzione di tale ricerca. L’unità di base della sua pittura diventa il disco: simbolo non solo di luce, ma anche del Sole, realizzando così varie tele intitolate Contrasti simultanei e Forme circolari (1912-1931), composizioni raffiguranti un ritmico vortice cromatico, che schiarisce progressivamente man mano che ci si avvicina al centro del dipinto, dove i colori finiscono per fondersi in un bianco che pervade tutto.

## Tra realismo e astrattismo
Dopo il 1914 Delaunay tornò a temi figurativi, sempre trasfigurandoli nel dinamismo del colore, non trovando però accenti di originalità e intensità poetica simili agli anni precedenti.
Allo scoppio della prima guerra mondiale si stabilì insieme alla moglie in Spagna e in Portogallo; durante questo periodo la coppia eseguì diversi lavori di design di costumi per l'Opera di Madrid. Tornarono a Parigi nel 1921 e nel 1925 Delaunay partecipò alla Mostra delle Arti Decorative.
Dopo un breve intervallo in cui si avvicinò al realismo e in cui eseguì una serie di ritratti, intorno al 1930 ritornò all'astrazione. Cercando un'integrazione plastica con l'architettura, realizzò con la moglie Sonia decorazioni di palazzi in occasione dell'Esposizione universale di Parigi del 1937.
Allo scoppio della seconda guerra mondiale, i Delaunay si allontanarono da Parigi, nel tentativo di evitare l'invasore tedesco.
Delaunay morì di cancro il 25 ottobre 1941 a Montpellier.

## Dipinti
- La città (1910)
- La Torre Eiffel con alberi (1910)
- La torre rossa (1911-1912)
- Disco simultaneo (1912-1913)
- Forme circolari, Sole e Luna (1912-1931)
- Forme circolari - Sole n. 2 (1912-1913)
- Femme Nue Lisant (1915-1916)
- Il ritmo - (1934)